# Echeveria waltheri
Echeveria waltheri är en fetbladsväxtart som beskrevs av Reid Venable Moran, Meyrán. Echeveria waltheri ingår i släktet Echeveria och familjen fetbladsväxter. Inga underarter finns listade i Catalogue of Life.